# Футбол в Гренландии

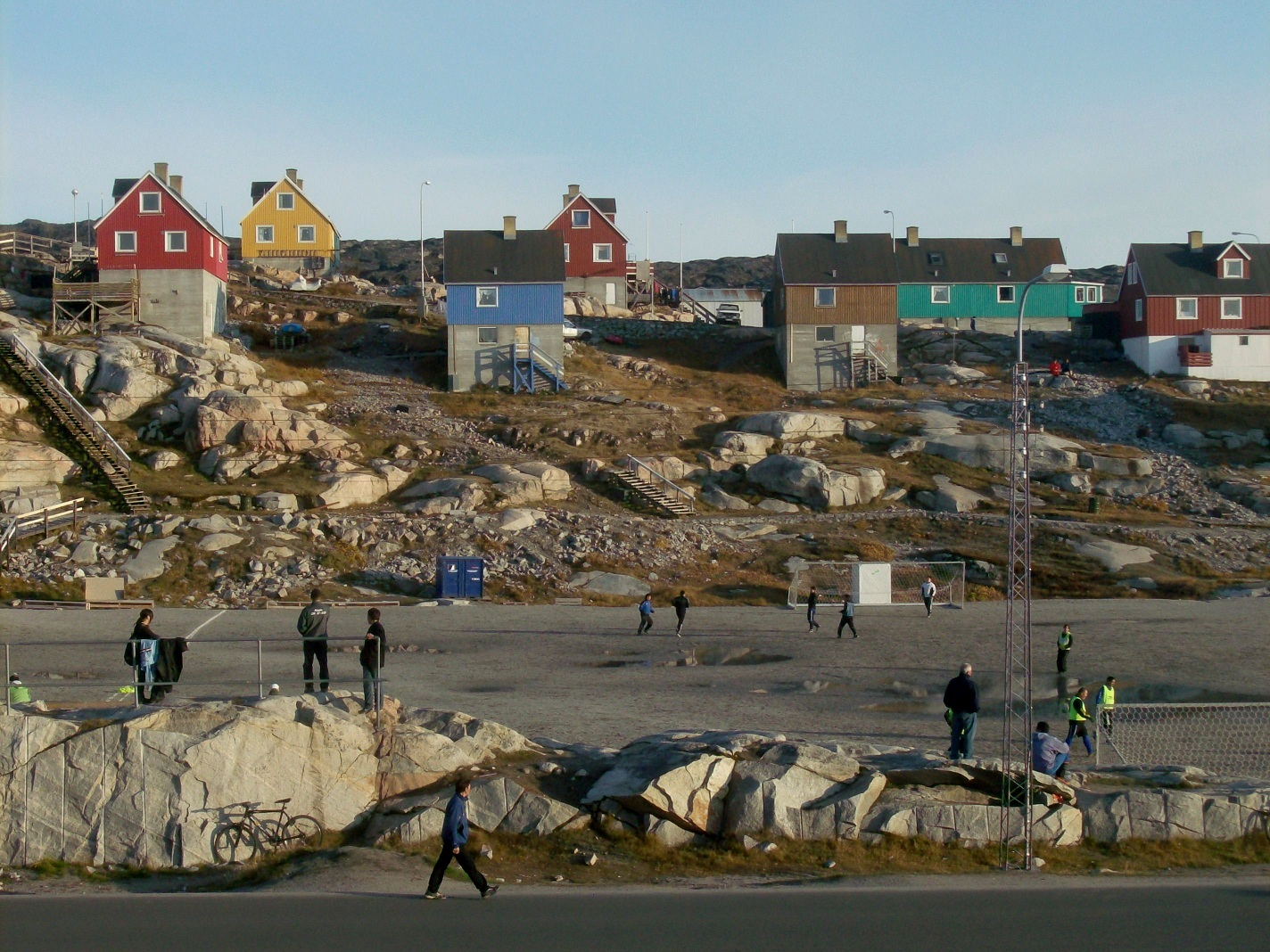
Футбольное поле в Илулиссате.

Футбол является одним из самых популярных видов спорта в Гренландии. Он был основан на «зелёном острове» датскими поселенцами. Из-за климатических условий матчи проходят только на искусственном поле. Национальный стадион находится в Нуке.
Футбольная ассоциация Гренландии не является членом ФИФА, но входит в состав совета NF-Board. 
Гренландия не является ни членом УЕФА (так как она политически и исторически связана с Европой), ни КОНКАКАФ (как географически часть Северной Америки), но стремится к членству в УЕФА в будущем. Указ о расширении автономии в составе Дании даёт шанс стать членом ФИФА.

## Национальная сборная
Один из главных моментов в футбольной истории острова пришёл в 2001 году, когда национальная команда сыграла со сборной Тибета в Дании, игра состоялась, несмотря на огромное давление со стороны китайского правительства и ФИФА.

## Клубный футбол
Национальные турниры организовываются Футбольной ассоциацией Гренландии с 1971 года. Мужской чемпионат в последние годы называется Coca-Cola GM. Первый сезон был сыгран в 1954/55 годах. Наиболее успешный клуб — Нагдлунгуак-48 из Илулиссата, который выигрывал турнир десять раз. Женский чемпионат проводится с 1987 года, самый титулованный клуб — I-69 тоже из Илулиссата, победивший 11 раз.